# Ronde van Frankrijk 2000
De 87e editie van de Ronde van Frankrijk ging van start op 1 juli 2000 in Futuroscope. De ronde eindigde op 23 juli in Parijs, op de Champs Élysées. Er stonden 177 renners verdeeld over 20 ploegen aan de start. De Texaan Lance Armstrong won deze editie van de Ronde van Frankrijk. In 2012 bleek echter dat hij doping had gebruikt. Hierop besloot de UCI Armstrong als winnaar uit de boeken te schrappen. Tourdirecteur Christian Prudhomme besloot om geen nieuwe winnaar aan te wijzen.

## Deelnemende teams
- Ag2r Prévoyance
- Banesto
- Bonjour-Toupargel
- Cofidis
- Crédit Agricole
- Farm Frites
- Festina
- La Française des Jeux
- Kelme-Costa Blanca
- Lotto-Adecco
- Mapei-Quick Step
- Memory Card-Jack & Jones
- Mercatone Uno
- ONCE-Deutsche Bank
- Polti
- Rabobank
- Saeco-Valli & Valli
- Telekom
- US Postal Service
- Vini Caldirola-Sidermec

Vlak voor aanvang van de Tour werden drie renners, waaronder Sergei Ivanov, geweerd vanwege een te hoge hematocrietwaarde (boven de 50%).

## Etappe overzicht
| Etappe | Datum   | Start                | Eindstreep              | Afstand       | Winnaar                    | Nationaliteit       | klassementsleider |
| 1e     | 1 juli  | Futuroscope          | Futuroscope             | 16,5 km (ITR) | David Millar               | Verenigd Koninkrijk | David Millar      |
| 2e     | 2 juli  | Futuroscope          | Loudun                  | 194 km        | Tom Steels                 | België              | David Millar      |
| 3e     | 3 juli  | Loudun               | Nantes                  | 161,5 km      | Tom Steels                 | België              | David Millar      |
| 4e     | 4 juli  | Nantes               | Saint-Nazaire           | 70 km (PTR)   | O.N.C.E.                   | Spanje              | Laurant Jalabert  |
| 5e     | 5 juli  | Vannes               | Vitré                   | 202 km        | Marcel Wüst                | Duitsland           | Laurant Jalabert  |
| 6e     | 6 juli  | Vitré                | Tours                   | 198,5 km      | Léon van Bon               | Nederland           | Alberto Elli      |
| 7e     | 7 juli  | Tours                | Limoges                 | 205,5 km      | Christophe Agnolutto       | Frankrijk           | Alberto Elli      |
| 8e     | 8 juli  | Limoges              | Villeneuve-sur-Lot      | 203,5 km      | Erik Dekker                | Nederland           | Alberto Elli      |
| 9e     | 9 juli  | Agen                 | Dax                     | 181 km        | Paolo Bettini              | Italië              | Alberto Elli      |
| 10e    | 10 juli | Dax                  | Lourdes-Hautacam        | 205 km        | Javier Otxoa               | Spanje              | Lance Armstrong   |
| 11e    | 11 juli | Bagnères-de-Bigorre  | Revel                   | 218,5 km      | Erik Dekker                | Nederland           | Lance Armstrong   |
|        | 12 juli | Rustdag              | Rustdag                 | Rustdag       | Rustdag                    | Rustdag             | Rustdag           |
| 12e    | 13 juli | Carpentras           | Mont Ventoux            | 149 km        | Marco Pantani              | Italië              | Lance Armstrong   |
| 13e    | 14 juli | Avignon              | Draguignan              | 185,5 km      | José Vicente García Acosta | Spanje              | Lance Armstrong   |
| 14e    | 15 juli | Draguignan           | Briançon                | 249 km        | Santiago Botero            | Colombia            | Lance Armstrong   |
| 15e    | 16 juli | Briançon             | Courchevel              | 173,5 km      | Marco Pantani              | Italië              | Lance Armstrong   |
|        | 17 juli | Rustdag              | Rustdag                 | Rustdag       | Rustdag                    | Rustdag             | Rustdag           |
| 16e    | 18 juli | Courchevel           | Morzine                 | 196 km        | Richard Virenque           | Frankrijk           | Lance Armstrong   |
| 17e    | 19 juli | Évian-les-Bains      | Lausanne                | 155 km        | Erik Dekker                | Nederland           | Lance Armstrong   |
| 18e    | 20 juli | Lausanne             | Freiburg im Breisgau    | 246,5 km      | Salvatore Commesso         | Italië              | Lance Armstrong   |
| 19e    | 21 juli | Freiburg im Breisgau | Mulhouse                | 58,5 km (ITR) | Lance Armstrong            | Verenigde Staten    | Lance Armstrong   |
| 20e    | 22 juli | Belfort              | Troyes                  | 254,5 km      | Erik Zabel                 | Duitsland           | Lance Armstrong   |
| 21e    | 23 juli | Parijs               | Parijs (Champs Élysées) | 138 km        | Stefano Zanini             | Italië              | Lance Armstrong   |

## Eindklassementen
| Eindklassement      | Eindklassement            | Eindklassement | Eindklassement |
| ------------------- | ------------------------- | -------------- | -------------- |
| Algemeen klassement | Lance Armstrong           | 92h 33' 08"    |                |
| Tweede              | Jan Ullrich               | + 6' 02"       |                |
| Derde               | Joseba Beloki             | + 10' 04"      |                |
| Vierde              | Christophe Moreau         | + 10' 34"      |                |
| Vijfde              | Roberto Heras             | + 11' 50"      |                |
| Zesde               | Richard Virenque          | + 13' 26"      |                |
| Zevende             | Santiago Botero           | + 14' 18"      |                |
| Achtste             | Fernando Escartín         | + 17' 21"      |                |
| Negende             | Francisco Mancebo         | + 18' 09"      |                |
| Tiende              | Daniele Nardello          | + 18' 25"      |                |
| Rode Lantaarn       | Olivier Perraudeau (128e) | + 3h 46' 37"   |                |
| Puntenklassement    | Erik Zabel                | 321 punten     |                |
| Tweede              | Robbie McEwen             | 203 punten     |                |
| Derde               | Romāns Vainšteins         | 184 punten     |                |
| Bergklassement      | Santiago Botero           | 347 punten     |                |
| Tweede              | Javier Otxoa              | 283 punten     |                |
| Derde               | Richard Virenque          | 267 punten     |                |
| Jongerenklassement  | Francisco Mancebo         | 92h 51' 17"    |                |
| Tweede              | Guido Trentin             | + 17' 48"      |                |
| Derde               | Grischa Niermann          | + 33' 57"      |                |
| Ploegenklassement   | Kelme                     | 278h 10' 47"   |                |
| Tweede              | Festina                   | + 13' 42"      |                |
| Derde               | Banesto                   | + 18' 21"      |                |

## Belgische en Nederlandse prestaties
In totaal namen er 14 Belgen en 13 Nederlanders deel aan de Tour van 2000.

### Belgische etappezeges
- Tom Steels won de massasprints in Loudun (2e etappe) en Nantes (3e etappe).

### Nederlandse etappezeges
- Léon van Bon won de 6e etappe naar Tours.
- Erik Dekker won de 8e etappe naar Villeneuve-sur-Lot, de 11e etappe naar Revel en de 17e etappe naar Lausanne.

Mede dankzij deze drie overwinningen kwam de doorbraak van Erik Dekker. Hij won even na de Tour de France ook nog de Clásica San Sebastián en wist later ook onder andere het Nederlands kampioenschap wielrennen en Parijs-Tours te winnen.
 winnaars gele trui · 
 puntenklassement · 
 bergklassement · 
 jongerenklassement · 
 tussensprintklassement · 
 combinatieklassement · 
 ploegenklassement · 
 strijdlust · 
rode lantaarn
records · meeste deelnames · ranglijst etappewinnaars · bekende beklimmingen · valpartijen · dopinggevallen · Grand Départ · Souvenir Henri Desgrange
1903 · 
1904 · 
1905 · 
1906 · 
1907 · 
1908 · 
1909 · 
1910 · 
1911 · 
1912 · 
1913 · 
1914 ·
1915 ·
1916 ·
1917 ·
1918 · 
1919 · 
1920 · 
1921 · 
1922 · 
1923 · 
1924 · 
1925 · 
1926 · 
1927 · 
1928 · 
1929 · 
1930 · 
1931 · 
1932 · 
1933 · 
1934 · 
1935 · 
1936 · 
1937 · 
1938 · 
1939 · 
1940 ·
1941 ·
1942 ·
1943 ·
1944 ·
1945 ·
1946 ·
1947 · 
1948 · 
1949 · 
1950 · 
1951 · 
1952 · 
1953 · 
1954 · 
1955 · 
1956 · 
1957 · 
1958 · 
1959 · 
1960 · 
1961 · 
1962 · 
1963 · 
1964 · 
1965 · 
1966 · 
1967 · 
1968 · 
1969 · 
1970 · 
1971 · 
1972 · 
1973 · 
1974 · 
1975 · 
1976 · 
1977 · 
1978 · 
1979 · 
1980 · 
1981 · 
1982 · 
1983 · 
1984 · 
1985 · 
1986 · 
1987 · 
1988 · 
1989 · 
1990 · 
1991 · 
1992 · 
1993 · 
1994 · 
1995 · 
1996 · 
1997 · 
1998 · 
1999 · 
2000 · 
2001 · 
2002 · 
2003 · 
2004 · 
2005 · 
2006 · 
2007 · 
2008 · 
2009 · 
2010 · 
2011 · 
2012 · 
2013 · 
2014 · 
2015 · 
2016 · 
2017 · 
2018 · 
2019 ·
2020 · 
2021 · 
2022 · 
2023 · 
2024 · 
2025